# Cadillac Lyriq
Cadillac Lyriq är en eldriven crossover, som den amerikanska biltillverkaren Cadillac presenterade i augusti 2020.
Leveranserna till kund startade sommaren 2022. Första modellen är bakhjulsdriven med en enkel elmotor och med en räckvidd på 500 km. Längre fram kommer en fyrhjulsdriven version med dubbla motorer.